# Fernando Muslera
Artikeln följer den spanska namnseden; faderns efternamn är Muslera och moderns efternamn Micol.
Néstor Fernando Muslera Micol, född 16 juni 1986 i Buenos Aires, Argentina, är en uruguayansk fotbollsspelare som spelar som målvakt. Efter att ha spelat i Lazio sedan 2007, skrev han ett kontrakt med den turkiska klubben Galatasaray sommaren 2011.

## Karriär

### Uruguay
Muslera inledde sin proffskarriär i Montevideo Wanderers, där han även hade spelat för ungdomslaget. 2006 fick Nacional upp ögonen för den duktige målvakten och lånade honom från Montevideo Wanderers.
Trots att han inte fick så mycket speltid i Nacional visade flera klubbar i Europa intresse för Muslera, bland annat Benfica, Juventus, Arsenal, Inter samt Lazio som blev hans nya hemadress 2007.

### Lazio
Muslera anlände till Lazio i slutet av sommarens transferfönster 2007, för €3 miljoner. Lazio behövde en efterträdare till Angelo Peruzzi som skulle sluta spela fotboll professionellt.
Muslera debuterade för Lazio i en 3–1-vinst mot Cagliari den 16 september 2007. Han spelade även de fyra följande matcherna. Den sista förlorade Lazio dock stort med 5–1 på hemmaplan. Efter detta blev han andramålvakt och Marco Ballotta fick bli förstamålvakt. Han spelade bara fyra matcher den säsongen och ingen i Champions League. Han spelade dock alla Lazios matcher i Coppa Italia.
Muslera började även säsongen 2008/2009 som andramålvakt och den nyinköpte Juan Pablo Carrizo fick vara förstavalet. Men efter att Carrizo inte imponerat fick Muslera bli förstamålvakt i januari 2009. I Musleras första match den säsongen förlorade dock Lazio med 3–1 mot Sampdoria. Men sedan vann Lazio mot Napoli och Genoa.
Han spelade finalen i Coppa Italia den 13 maj 2009, där han räddade två straffar då Lazio vann straffavgörandet med 6–5 efter att matchen hade slutat 1–1. Muslera spelar med nummer 86 på ryggen, samma nummer som hans födelseår (1986). Detta trots att han är förstemålvakt i Lazio.
2009 startade han säsongen med att med sitt lag vinna Italienska supercupen över Inter med 2–1.

### Klubbstatistik
| Klubb                                                       | Säsong            | Inhemsk liga      | Inhemsk liga | Inhemsk liga | Nat. täv. | Nat. täv. | Internat. täv. | Internat. täv. | Totalt | Totalt |
| Klubb                                                       | Säsong            | Serie             | SM           | Mål          | SM        | Mål       | SM             | Mål            | SM     | Mål    |
| ----------------------------------------------------------- | ----------------- | ----------------- | ------------ | ------------ | --------- | --------- | -------------- | -------------- | ------ | ------ |
| Montevideo Wanderers                                        | Clausura 2004     | 1a División       | 2            | -            | 0         | 0         | 0              | 0              | 2      | 0      |
| Montevideo Wanderers                                        | 2005              | 1a División       | 9            | -            | 0         | 0         | 0              | 0              | 9      | 0      |
| Montevideo Wanderers                                        | 2005–06           | 1a División       | 20           | -            | 0         | 0         | 0              | 0              | 20     | 0      |
| Montevideo Wanderers                                        | 2006–07           | 1a División       | 13           | -            | 0         | 0         | 0              | 0              | 13     | 0      |
| Montevideo Wanderers                                        | Totalt i klubblag | Totalt i klubblag | 44           | 0            | 0         | 0         | 0              | 0              | 44     | 0      |
| Nacional                                                    | Clausura 2007     | 1a División       | 4            | -            | 0         | 0         | 0              | 0              | 4      | 0      |
| Nacional                                                    | Apertura 2007     | 1a División       | 1            | -            | 0         | 0         | 0              | 0              | 1      | 0      |
| Nacional                                                    | Totalt i klubblag | Totalt i klubblag | 5            | 0            | 0         | 0         | 0              | 0              | 5      | 0      |
| SS Lazio                                                    | 2007–08           | Serie A           | 10           | -16          | 4         | -4        | 0              | 0              | 14     | -20    |
| SS Lazio                                                    | 2008–09           | Serie A           | 15           | -22          | 6         | -5        | 0              | 0              | 21     | -27    |
| SS Lazio                                                    | 2009–10           | Serie A           | 36           | -42          | 3         | -4        | 3              | -3             | 42     | -49    |
| SS Lazio                                                    | 2010–11           | Serie A           | 36           | -38          | 0         | 0         | 0              | 0              | 36     | -38    |
| SS Lazio                                                    | Totalt i klubblag | Totalt i klubblag | 97           | -118         | 13        | -13       | 3              | -3             | 113    | -134   |
| Galatasaray SK                                              | 2011–12           | Süper Lig         | 33+6         | -23+-6       | 0         | 0         | 0              | 0              | 39     | -29    |
| Galatasaray SK                                              | 2012–13           | Süper Lig         | 6            | -8           | 1         | -2        | 1              | -1             | 8      | -11    |
| Galatasaray SK                                              | Totalt i klubblag | Totalt i klubblag | 45           | -37          | 1         | -2        | 1              | -1             | 47     | -40    |
| Antal matcher och mål är korrekt per den 29 september, 2012 |                   |                   |              |              |           |           |                |                |        |        |

## Landslagskarriär
Muslera hade deltagit i landslagssammanhang vid flera tillfällen, men fick inte spela sin första match förrän den 10 oktober 2009, borta mot Ecuador, en match som slutade 1–2. Han deltog i samtliga matcher i VM i Sydafrika 2010, och släppte inte in något mål i gruppspelet. I straffläggningen mot Ghana räddade han två av fyra straffar, vilket gjorde att Uruguay avancerade till semifinal, vilket Uruguay inte hade tagit sig till sedan VM i Mexiko 1970.
2011 deltog Muslera i samtliga Uruguays matcher när laget vann sin 15:e titel i Copa América 2011. Han släppte in 3 mål under hela turneringen och fick priset för matchens lirare i kvartsfinalmatchen mot Argentina. Matchen slutade oavgjort efter ordinarie speltid vilket ledde till ett straffavgörande, där Muslera räddade Carlos Tévez straff.

### Spelade landskamper
| Kronologisk lista över spelade landskamper – Uruguay | Kronologisk lista över spelade landskamper – Uruguay | Kronologisk lista över spelade landskamper – Uruguay | Kronologisk lista över spelade landskamper – Uruguay | Kronologisk lista över spelade landskamper – Uruguay | Kronologisk lista över spelade landskamper – Uruguay | Kronologisk lista över spelade landskamper – Uruguay | Kronologisk lista över spelade landskamper – Uruguay | Kronologisk lista över spelade landskamper – Uruguay |
| Nr                                                   | Datum                                                | Spelplats                                            | Hemmalag                                             | Resultat                                             | Bortalag                                             | Mål                                                  | Evenemang                                            |                                                      |
| ---------------------------------------------------- | ---------------------------------------------------- | ---------------------------------------------------- | ---------------------------------------------------- | ---------------------------------------------------- | ---------------------------------------------------- | ---------------------------------------------------- | ---------------------------------------------------- | ---------------------------------------------------- |
| 1                                                    | 10.10.2009                                           | Quito, Ecuador                                       | Ecuador                                              | 1 – 2                                                | Uruguay                                              | -1                                                   | VM-kval                                              |                                                      |
| 2                                                    | 14.10.2009                                           | Montevideo, Uruguay                                  | Uruguay                                              | 0 – 1                                                | Argentina                                            | -1                                                   | VM-kval                                              |                                                      |
| 3                                                    | 14.11.2009                                           | San José, Costa Rica                                 | Costa Rica                                           | 0 – 1                                                | Uruguay                                              |                                                      | VM-kval                                              |                                                      |
| 4                                                    | 18.11.2009                                           | Montevideo, Uruguay                                  | Uruguay                                              | 1 – 1                                                | Costa Rica                                           | -1                                                   | VM-kval                                              |                                                      |
| 5                                                    | 03.03.2010                                           | Sankt Gallen, Schweiz                                | Schweiz                                              | 1 – 3                                                | Uruguay                                              | -1                                                   | Träningsmatch                                        |                                                      |
| 6                                                    | 11.06.2010                                           | Kapstaden, Sydafrika                                 | Uruguay                                              | 0 – 0                                                | Frankrike                                            |                                                      | VM 2010 (gruppspel)                                  |                                                      |
| 7                                                    | 16.06.2010                                           | Pretoria, Sydafrika                                  | Sydafrika                                            | 0 – 3                                                | Uruguay                                              |                                                      | VM 2010 (gruppspel)                                  |                                                      |
| 8                                                    | 22.06.2010                                           | Rustenburg, Sydafrika                                | Mexiko                                               | 0 – 1                                                | Uruguay                                              |                                                      | VM 2010 (gruppspel)                                  |                                                      |
| 9                                                    | 26.06.2010                                           | Port Elizabeth, Sydafrika                            | Uruguay                                              | 2 – 1                                                | Sydkorea                                             | -1                                                   | VM 2010 (åttondelsfinal)                             |                                                      |
| 10                                                   | 02.07.2010                                           | Johannesburg, Sydafrika                              | Uruguay                                              | 1 – 1 (4–2)                                          | Ghana                                                | -1                                                   | VM 2010 (kvartsfinal)                                |                                                      |
| 11                                                   | 06.07.2010                                           | Kapstaden, Sydafrika                                 | Nederländerna                                        | 3 – 2                                                | Uruguay                                              | -3                                                   | VM 2010 (semifinal)                                  |                                                      |
| 12                                                   | 10.07.2010                                           | Port Elizabeth, Sydafrika                            | Uruguay                                              | 2 – 3                                                | Tyskland                                             | -3                                                   | VM 2010 (bronsmatch)                                 |                                                      |
| 13                                                   | 11.08.2010                                           | Lissabon, Portugal                                   | Angola                                               | 0 – 2                                                | Uruguay                                              |                                                      | Träningsmatch                                        |                                                      |
| 14                                                   | 08.10.2010                                           | Jakarta, Indonesien                                  | Indonesien                                           | 1 – 7                                                | Uruguay                                              | -1                                                   | Träningsmatch                                        |                                                      |
| 15                                                   | 12.10.2010                                           | Wuhan, Kina                                          | Kina                                                 | 0 – 4                                                | Uruguay                                              |                                                      | Träningsmatch                                        |                                                      |
| 16                                                   | 18.11.2010                                           | Santiago, Chile                                      | Chile                                                | 2 – 0                                                | Uruguay                                              | -2                                                   | Träningsmatch                                        |                                                      |
| 17                                                   | 29.03.2011                                           | Dublin, Irland                                       | Irland                                               | 2 – 3                                                | Uruguay                                              | -2                                                   | Träningsmatch                                        |                                                      |
| 18                                                   | 29.05.2011                                           | Sinsheim, Tyskland                                   | Tyskland                                             | 2 – 1                                                | Uruguay                                              | -2                                                   | Träningsmatch                                        |                                                      |
| 19                                                   | 08.06.2011                                           | Montevideo, Uruguay                                  | Uruguay                                              | 1 – 1                                                | Nederländerna                                        | -1                                                   | Copa de fraternidad                                  |                                                      |
| 20                                                   | 23.06.2011                                           | Montevideo, Uruguay                                  | Uruguay                                              | 3 – 0                                                | Estland                                              |                                                      | Träningsmatch                                        |                                                      |
| 21                                                   | 04.07.2011                                           | San Juan, Argentina                                  | Uruguay                                              | 1 – 1                                                | Peru                                                 | -1                                                   | Copa América 2011 (gruppspel)                        |                                                      |
| 22                                                   | 08.07.2011                                           | Mendoza, Argentina                                   | Uruguay                                              | 1 – 1                                                | Chile                                                | -1                                                   | Copa América 2011 (gruppspel)                        |                                                      |
| 23                                                   | 12.07.2011                                           | La Plata, Argentina                                  | Uruguay                                              | 1 – 0                                                | Mexiko                                               |                                                      | Copa América 2011 (gruppspel)                        |                                                      |
| 24                                                   | 16.07.2011                                           | Santa Fe, Argentina                                  | Argentina                                            | 1 – 1 (4-5)                                          | Uruguay                                              | -1                                                   | Copa América 2011 (kvartsfinal)                      |                                                      |
| 25                                                   | 19.07.2011                                           | La Plata, Argentina                                  | Peru                                                 | 0 – 2                                                | Uruguay                                              |                                                      | Copa América 2011 (semifinal)                        |                                                      |
| 26                                                   | 24.07.2011                                           | Buenos Aires, Argentina                              | Uruguay                                              | 3 – 0                                                | Paraguay                                             |                                                      | Copa América 2011 (final)                            |                                                      |
| 27                                                   | 02.09.2011                                           | Charkiv, Ukraina                                     | Ukraina                                              | 2 – 3                                                | Uruguay                                              | -2                                                   | Träningsmatch                                        |                                                      |
| 28                                                   | 07.10.2011                                           | Montevideo, Uruguay                                  | Uruguay                                              | 4 – 2                                                | Bolivia                                              | -2                                                   | VM-kval                                              |                                                      |
| 29                                                   | 11.10.2011                                           | Asunción, Paraguay                                   | Paraguay                                             | 1 – 1                                                | Uruguay                                              | -1                                                   | VM-kval                                              |                                                      |
| 30                                                   | 11.11.2011                                           | Montevideo, Uruguay                                  | Uruguay                                              | 4 – 0                                                | Chile                                                |                                                      | VM-kval                                              |                                                      |
| 31                                                   | 15.11.2011                                           | Rom, Italien                                         | Italien                                              | 0 – 1                                                | Uruguay                                              |                                                      | Träningsmatch                                        |                                                      |
| 32                                                   | 29.02.2012                                           | Bukarest, Rumänien                                   | Rumänien                                             | 1 – 1                                                | Uruguay                                              | -1                                                   | Träningsmatch                                        |                                                      |
| 33                                                   | 25.05.2012                                           | Moskva, Ryssland                                     | Ryssland                                             | 1 – 1                                                | Uruguay                                              | -1                                                   | Träningsmatch                                        |                                                      |
| 34                                                   | 02.06.2012                                           | Montevideo, Uruguay                                  | Uruguay                                              | 1 – 1                                                | Venezuela                                            | -1                                                   | VM-kval                                              |                                                      |
| 35                                                   | 10.06.2012                                           | Montevideo, Uruguay                                  | Uruguay                                              | 4 – 2                                                | Peru                                                 | -2                                                   | VM-kval                                              |                                                      |
| 36                                                   | 15.08.2012                                           | Le Havre, Frankrike                                  | Frankrike                                            | 0 – 0                                                | Uruguay                                              |                                                      | Träningsmatch                                        |                                                      |
| 37                                                   | 07.09.2012                                           | Barranquilla, Colombia                               | Colombia                                             | 4 – 0                                                | Uruguay                                              | -4                                                   | VM-kval                                              |                                                      |
| 38                                                   | 11.09.2012                                           | Montevideo, Uruguay                                  | Uruguay                                              | 1 – 1                                                | Ecuador                                              | -1                                                   | VM-kval                                              |                                                      |
| 39                                                   | 12.10.2012                                           | Mendoza, Argentina                                   | Argentina                                            | 3 – 0                                                | Uruguay                                              | -3                                                   | VM-kval                                              |                                                      |
| 40                                                   | 16.10.2012                                           | La Paz, Bolivia                                      | Bolivia                                              | 4 – 1                                                | Uruguay                                              | -4                                                   | VM-kval                                              |                                                      |
| 41                                                   | 14.11.2012                                           | Gdańsk, Polen                                        | Polen                                                | 1 – 3                                                | Uruguay                                              | -1                                                   | Träningsmatch                                        |                                                      |
| 42                                                   | 07.02.2013                                           | Doha, Qatar                                          | Spanien                                              | 3 – 1                                                | Uruguay                                              | -3                                                   | Träningsmatch                                        |                                                      |

## Meriter
- SS Lazio
  -  Coppa Italia: 2008–09
  -  Supercoppa italiana (italienska supercupen): 2009

- Galatasaray SK
  - Süper Lig: 2011–12, 2012–13
    - Süper Lig: Årets bäste målvakt 2011–12
    - Süper Lig: Flest matcher utan insläppta mål (19 matcher, nytt rekord): 2011–12

  - Süper Kupa (turkiska supercupen): 2012, 2013

- Uruguay
  - Copa América: 2011
- Wikimedia Commons har media som rör Fernando Muslera.